# Sergei Nikolajewitsch Alferaki

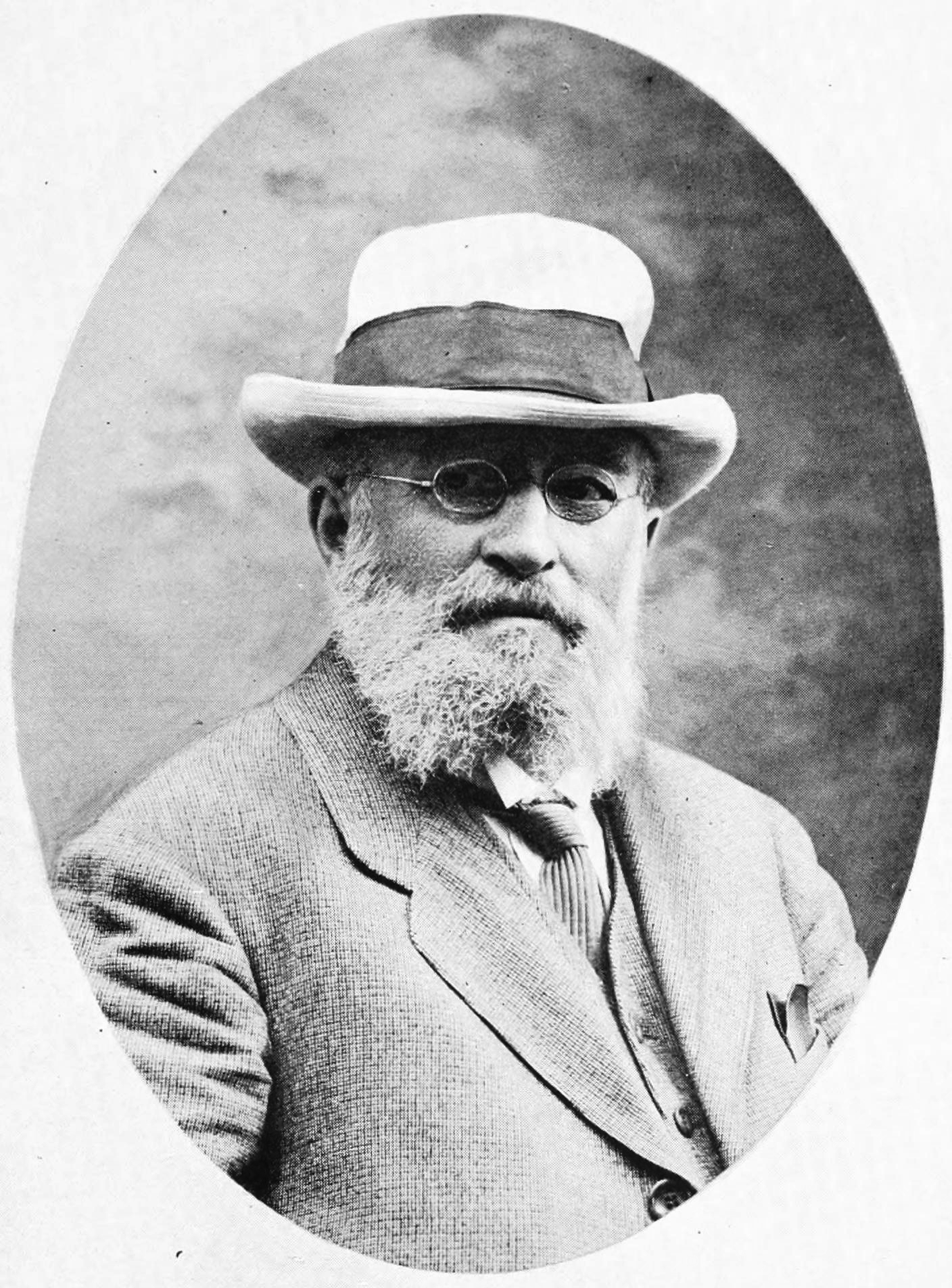
Sergei Nikolajewitsch Alferaki

Sergei Nikolajewitsch Alferaki, russisch Сергей Николаевич Алфераки, auch Alphéraky, (* 14. April 1850 in Charkiw; † 1918 in Taganrog) war ein russischer Ornithologe und Entomologe, spezialisiert auf Schmetterlinge.

## Leben
Er stammte aus der wohlhabenden adligen griechischen Familie Alferaki in Taganrog. Sein Bruder war der Komponist Achilles Nikolajewitsch Alferaki. Er studierte ab 1867 an der Lomonossow-Universität und von 1871 bis 1873 bei Otto Staudinger in Dresden. 
Er sammelte Schmetterlinge zum Beispiel in der Umgebung von Taganrog (worüber er veröffentlichte), im Nord-Kaukasus und in Zentralasien und bearbeitete Sammlungen von Nikolai Michailowitsch Prschewalski in Tibet, von Grigori Nikolajewitsch Potanin in der Mongolei und China und von Alfred Otto Herz in der Amur-Region in Sibirien, in Korea und Kamtschatka. Auf Anraten von Prschewalski unternahm er 1879 eine Expedition in den östlichen Tian Shan und die Gegend von Gulja, bei der er 12.000 Schmetterlinge sammelte, davon 112 neue Arten. Er veröffentlichte über die Schmetterlinge der Tibet-Expedition von 1884/85 von Prschewalski in den Mémoires sur les lépidoptères (Band 5, 1889, S. 59–80) des Großherzogs Nikolai Michailowitsch Romanow (1859–1919), den er auch als Entomologe beriet. 
Er war Ehrenmitglied der Russischen Entomologischen Gesellschaft und der Royal Entomological Society of London.

## Schriften
- The Geese of Europe and Asia. Being the Description of Most of the Old World Species. London: Rowland Ward, 1905.